# Coudray-Rabut
Coudray-Rabut era una comuna francesa que estaba situada en el departamento de Calvados, de la región de Normandía que el 1 de enero de 2019 pasó a formar parte de la comuna nueva de Pont-l'Évêque.

## Historia
Fue creada en 1828 con la unión de las comunas de Coudray y Rabut.

## Demografía
| Gráfica de evolución demográfica de Coudray-Rabut entre 1831 y 2016 |
|                                                                     |

Los datos demográficos contemplados en este gráfico de la comuna de Coudray-Rabut se han cogido de 1831 a 1999 de la página francesa EHESS/Cassini, y los demás datos de la página del INSEE.